# Anti-Product
I Anti-Product sono un gruppo crust punk statunitense.
La band si è formata nel 1995 e si sciolse nel 2002.
Nelle loro canzoni si trovano spesso riferimenti all'anarchia e altri temi politici.
La cantante Taina Asili aveva solo 16 anni quando si unì al gruppo.

## Discografia

### Album studio
- 1999 - The Deafening Silence of Grinding Gears (LP)   (Skuld Releases)
- 1999 - The Deafening Silence of Grinding Gears (LP, MiniAlbum)   (Tribal War Records)

### Raccolte
- The Ep's of Ap (CD, Comp)   (Tribal War Records)
- 1999 - Iron Columns (2xLP, Album, Comp) (World Without Lines Mind Control) [1]

### EP
- 1996 - Another Day, Another War (7")  (Obese Records)
- 1997 - Big Business a the Government Are Both the Fucking Same (7")  (Tribal War Records)

### Singoli
- 2001 - Best Day of Your Life / Hey, Let's Get It On (CD, Single)   (Livewire, Cargo Records)